# Geni Barnola
María Eugenia Barnola Schönhöfer, detta Geni (Barcellona, 19 maggio 1959), è un'ex cestista spagnola.

## Carriera
Con la Spagna ha disputato i Campionati europei del 1978.